# The Deliverance
Pour les articles homonymes, voir Délivrance et Deliverance.
Pour plus de détails, voir Fiche technique et Distribution.
The Deliverance est un film d'horreur américain réalisé par Lee Daniels et sorti en 2024. 
Le film s'inspire de l'affaire Latoya Ammons qui s'est produite en 2011,.

## Synopsis
Une famille vivant dans une maison dans l'Indiana découvre que divers événements démoniaques les convainquent, ainsi que toute la communauté, que la maison est elle-même la porte de l'enfer.

## Fiche technique
- Titre original et français : The Deliverance
- Réalisation : Lee Daniels
- Scénario : David Coggeshall et Elijah Bynum
- Photographie : Eli Arenson
- Montage : Stan Salfas
- Musique : Lucas Vidal
- Costumes : Paolo Nieddu
- Production : Lee Daniels, Todd Crites, Jackson Nguyen, Tucker Tooley et Pamela Oas Williams
- Sociétés de production : Lee Daniels Entertainment, Tucker Tooley Entertainment et Turn Left Productions
- Distribution : Netflix
- Pays de production : États-Unis
- Langue originale : anglais
- Format : couleur
- Genre : horreur, thriller
- Durée : 112 minutes
- Dates de sortie[3] :
  - États-Unis : 16 août 2024 (sortie limitée en salles)
  - Monde : 30 août 2024 (sur Netflix)

## Distribution
- Andra Day (VF : Aurélie Konaté) : Ebony Jackson
- Glenn Close (VF : Annie Le Youdec) : Alberta Leecan Jackson
- Anthony B. Jenkins (VF : Sacha Tomassian) : Andre Jackson
- Caleb McLaughlin (VF : Thomas Sagols) : Nathaniel « Nate » Jackson
- Demi Singleton (en) (VF : Adeline Clément) : Shante Jackson
- Aunjanue Ellis-Taylor (VF : Annie Milon) : la révérende Bernice James
- Mo'Nique (VF : Marie Bouvier) : Cynthia Henry
- Omar Epps (VF : Serge Faliu) : Melvin
- Miss Lawrence (en) (VF : Mike Fédée) : Asia
- Colleen Camp (VF : Béatrice Michel) : Dr Hoffsteder
- Juanita Jennings (en) : Mme Tucker
- Kimberly Russell (en) : Mme Ross
- Tasha Smith (en) (VF : Armelle Gallaud) : la pasteure Powell

 Source et légende : version française (VF) sur RS Doublage et le carton du doublage français sur Netflix.

## Production
En janvier 2022, il est annoncé que Lee Daniels va réaliser un film d'horreur avec Andra Day, Octavia Spencer, Glenn Close, Rob Morgan, Caleb McLaughlin et Aunjanue Ellis-Taylor. Trois mois plus tard, Mo'Nique, qui avait déjà travaillé avec le cinéaste pour Precious (2009), remplace finalement Octavia Spencer, tandis que Tasha Smith rejoint également le film.
Le tournage se déroule courant 2022 à Pittsburgh.

## Sortie et accueil
La première bande-annonce est diffusée le 16 juillet 2024. Après une sortie limitée dans quelques cinémas américains, le film sort sur la plateforme Netflix le 30 août 2024.
Le film reçoit des critiques mitigées. Sur le site d'agrégation de critiques Rotten Tomatoes, le film obtient 35% d'avis favorables, pour 80 critiques et une note moyenne de 4,9⁄10. Le consensus suivant résumé les avis collectés : « L'incursion de Lee Daniels dans l'horreur fonctionne mieux lorsqu'elle s'appuie sur ses préoccupations mélodramatiques, mais elle ne parvient pas à livrer les fruits de l'exorcisme. » Sur le site Metacritic, qui utilise une moyenne pondérée, le film obtient la note de 39⁄100 pour 20 critiques.

## Distinctions
- 2022 : ReFrame Stamp remis par ReFrame (en)